# Bouin, Deux-Sèvres
Bouin är en kommun i departementet Deux-Sèvres i regionen Nouvelle-Aquitaine i västra Frankrike. Kommunen ligger i kantonen Chef-Boutonne som tillhör arrondissementet Niort. År 2015 hade Bouin 134 invånare.

## Befolkningsutveckling
Antalet invånare i kommunen Bouin
| Referens: INSEE |